# Мерзостта, която докарва запустение
Мерзостта, която докарва запустение или като светотатството, което води до запустение е библейски есхатологичен термин, който основно бива осмислян по отношение на Книгата на пророк Данаил, но се среща и на други места, като например Марко 13:14:
И когато видите мерзостта, която докарва запустение, [за която говори пророк Даниил], стояща там гдето не подобава, (който чете нека разбира), тогава ония, които са в Юдея, нека бягат по планините;

## Библейски посочвания
Данаил 9:27 И Той ще потвърди завет с мнозина за една седмица, а в половината на седмицата ще направи да престанат жертвата и приносът; и един, който запустява, <ще дойде яздещ> на крилото на мерзостите; и гняв ще се излее върху запустителя до определеното време.
Данаил 11:31 И от него ще се подигнат сили, които ще омърсят светилището, да! крепостта, ще премахнат всегдашната <жертва>, и ще издигнат мерзостта, която докарва запустение.
Данаил 12:11 И от времето, когато се премахне всегдашната <жертва>, и се постави мерзостта, която докарва запустение; ще има хиляда и двеста и деветдесет дни.
Матей 24:15-16 Затова, когато видите мерзостта, която <докарва> запустение, за която говори пророк Даниил, стояща на светото място, (който чете нека разбира), тогава ония които са в Юдея, нека бягат по планините;
Лука 21:20-21 А когато видите Ерусалим, че е заобиколен от войски, това да знаете, че е наближило запустяването му. Тогава ония, които са в Юдея, нека бягат в планините, и които са всред града нека да излязат вън, а които са в околностите да не влизат в него.